# Celta de Vigo
Real Club Celta de Vigo je španjolski nogometni klub iz galicijskog grada Viga. Klub je osnovan 1923. godine.
Osvajač je Intetoto kupa 2000. godine. Finale španjolskog kupa igrali su tri puta, 1948., 1994. i 2001. godine. Nekoliko su puta ispadali u drugu ligu. Triput su povratak u prvu ligu izborili osvajanjem prvog mjesta u drugoj ligi, 1936., 1982. i 1992.
Celta je u svojim redovima imala poznate svjetske nogometaše kao što su hrvatski reprezentativac Zvonimir Boban, brazilski reprezentativac Mazinho, ruski Aleksandr Mostovoj i Valerij Karpin, španjolski David Silva i drugi.

## Vanjske poveznice
- https://web.archive.org/web/20121026162844/http://www.celtavigo.net/